# Ленковецька сільська територіальна громада
Ленковецька сільська територіальна громада — територіальна громада в Україні, в Шепетівському районі Хмельницької області. Адміністративний центр — село Ленківці.
Площа громади — 264,2 км², населення — 6648 мешканців (2018).
Утворена 13 вересня 2016 року шляхом об'єднання Великорішнівської, Вербовецької, Коськівської, Ленковецької, Мокіївської, Старобейзимської та Чотирбоківської сільських рад Шепетівського району.

## Населені пункти
До складу громади входять 17 сіл:
| Село            | Населення (2015) |
| --------------- | ---------------- |
| Чотирбоки       | 1241             |
| Коськів         | 933              |
| Ленківці        | 897              |
| Мокіївці        | 652              |
| Вербівці        | 634              |
| Велика Рішнівка | 395              |
| Білопіль        | 351              |
| Вишневе         | 339              |
| Лавринівці      | 232              |
| Сульжин         | 204              |
| Пиляї           | 171              |
| Брикуля         | 169              |
| Коса Рішнівка   | 121              |
| Сошки           | 120              |
| Старі Бейзими   | 119              |
| Марківці        | 65               |
| Степ            | 29               |